# Assedio di Maastricht (1632)
L’assedio di Maastricht, durato dal 9 giugno al 22 agosto 1632 è un episodio della guerra degli ottant'anni a seguito del quale le truppe olandesi, comandate dal principe Federico Enrico d'Orange conquistarono la città strappandola al dominio spagnolo.

## Introduzione
Nel 1629, dopo aver conquistato Boscoducale, le forze olandesi comandate da Federico Enrico d'Orange risalirono il corso del fiume Mosa conquistando rapidamente le città di Venlo e Roermond.
Nel 1632 Federico Enrico arrivò fino alla città fortificata di Maastricht che rimaneva fedele al dominio spagnolo. Maastricht era circondata da alte mura medievali dotate di numerose torri. La città è inoltre sulle sponde della Mosa le cui acque in quel punto sono particolarmente alte.

## L'assedio
Federico Enrico arrivò a Maastricht il 10 giugno 1632 alla testa di 17 000 soldati e 4 000 cavalieri tra cui alcuni veterani inglesi e francesi.
Per cercare di resistere all'assedio, Isabella d’Asburgo richiamò le sue truppe dispiegate nel Palatinato. Alle forze spagnole, circa 18 000 fanti e 6 000 cavalieri guidati da Gonzalo Fernández de Córdoba e dal Alvaro de Bazán marchese di Santa Cruz, si aggiunsero ad agosto gli uomini del comandante imperiale Gottfried Heinrich, conte di Pappenheim, 12 000 fanti e 4 000 cavalieri.
Nonostante vari attacchi le forze olandesi continuavano a mantenere le posizioni. Gonzalez e Pappenheim tentarono di tagliare le vie di rifornimento alle truppe di Federico Enrico ma esse disponevano di provviste per oltre due mesi.
Il 21 agosto le truppe olandesi riuscirono ad aprire una breccia nelle mura della città e invasero Maastricht che in poche ore capitolò.